# Żelazka
Żelazka – osada w Polsce, w województwie wielkopolskim, w powiecie wągrowieckim, w gminie Wągrowiec.
Do 2023 miejscowość była częścią wsi Wiatrowo.
W latach 1975–1998 Żelazka należały administracyjnie do województwa pilskiego.